# Geldermalsen vasútállomás
Geldermalsen vasútállomás Hollandiában, West Betuwe településen. Az állomást az Nederlandse Spoorwegen üzemelteti.

## Vasútvonalak
Az állomást az alábbi vasútvonalak érintik:
- Utrecht–Boxtel-vasútvonal
- Elst-Dordrecht-vasútvonal

## Kapcsolódó állomások
A vasútállomáshoz az alábbi állomások vannak a legközelebb:
- Culemborg vasútállomás
- Beesd vasútállomás
- Tiel Passewaaij vasútállomás
- Zaltbommel vasútállomás